# Arvert
Arvert är en kommun i departementet Charente-Maritime i regionen Nouvelle-Aquitaine i sydvästra Frankrike. Kommunen ligger  i kantonen La Tremblade som ligger i arrondissementet Rochefort. År 2022 hade Arvert 3 875 invånare.

## Befolkningsutveckling
Antalet invånare i kommunen Arvert
Referens:INSEE